# 新潟濃厚味噌ラーメン
新潟濃厚味噌ラーメン（にいがたのうこうみそラーメン）とは、新潟県新潟市西蒲区（旧巻町）発祥のラーメン。

## 概要

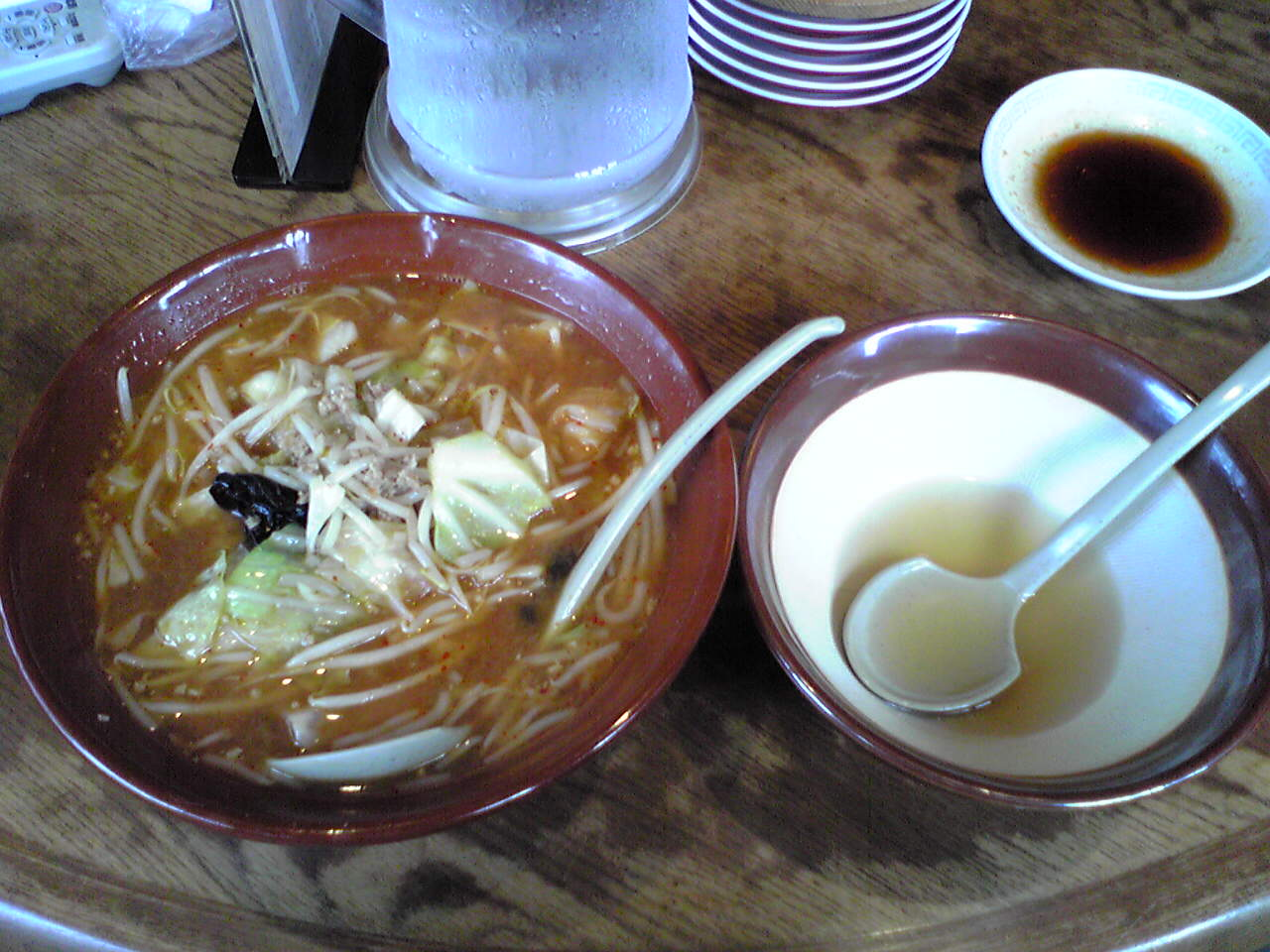
「こまどり」の味噌ラーメン

新潟市西蒲区の「こまどり」が割りスープ付き新潟みそラーメンの元祖とされる:57:183:188-189、野菜たっぷり、コクのあるこってり味噌というスタイルはこの店が確立した。味噌スープを薄めるための「割りスープ」が付き、自分で好みの味の濃さに調整するのが特長である。
新潟4大ラーメンが注目され始めた2005年頃には味噌ラーメンまたは新潟味噌ラーメンと雑誌に紹介されていた。ラーメン王と呼ばれるライターの石神秀幸による新潟四大ラーメンの分類では巻町流割りスープ付き味噌ラーメンである:34:107-108。また、大崎裕史は、著書で新潟の四大ご当地ラーメンの味噌ラーメンとして紹介している:183:188-189。

## 代表的な店舗
- こまどり[5]:183[6]:188-189[9]:107-108
- 東横[5]:183[6]:189